# Nikola Muschanow

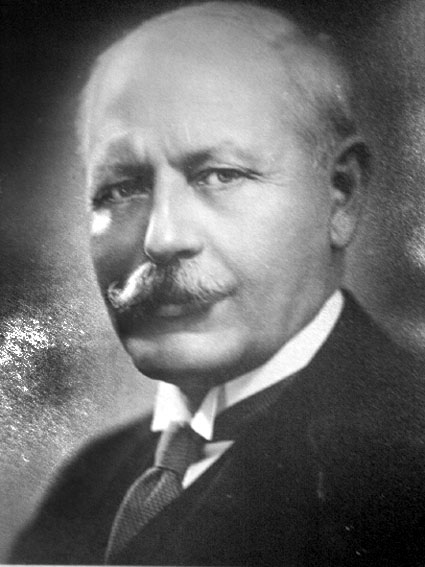
Nikola Muschanow

Nikola Stoikow Muschanow (bulgarisch Никола Стойков Мушанов; * 12. April 1872 in Drjanowo; † 10. Mai 1951 in Sofia) war ein bulgarischer Politiker und Ministerpräsident.

## Biographie

### Studium und berufliche Laufbahn
Nach dem Schulbesuch absolvierte er ein Studium der Rechtswissenschaften an der Universität von Aix-en-Provence (Frankreich), das er 1893 abschloss. Noch im gleichen Jahr wurde er Staatsanwalt in Stara Sagora und Warna. Im Anschluss daran ließ er sich 1897 als Rechtsanwalt in Russe nieder, wo er bis 1908 tätig war.

### Abgeordneter und Minister
Muschanow begann seine politische Laufbahn 1902 mit der Wahl zum Abgeordneten der Nationalversammlung, der er jedoch zunächst nur bis 1903 angehörte.
Am 29. Januar 1908 wurde er von Ministerpräsident Aleksandar Malinow zum Minister für Nationale Erziehung ernannt. Dieses Amt übte er bis zum 18. September 1910 aus und übernahm dann in dessen Kabinett bis zum 29. März 1911 das Amt des Innenministers.
Bei der Wahl zur Nationalversammlung von 1911 wurde er erneut zum Abgeordneten gewählt. Als solcher gehörte er dem Parlament diesmal bis 1934 an.
Nach dem Ersten Weltkrieg war er vom 21. Juni bis zum 17. Oktober 1918 zunächst Minister für öffentliche Bauten und dann anschließend bis zum 28. November 1918 Minister für Verkehr, Post und Telegrafie im zweiten Kabinett von Malinow. Im Anschluss daran war er vom 28. November 1918 bis 7. Mai 1919 wiederum Innenminister sowie Minister für nationale Gesundheit im Kabinett von Teodor Teodorow.
In den folgenden zwölf Jahren war er lediglich als Abgeordneter aktiv, ehe er dann am 29. Juni 1931 von Ministerpräsident Malinow zum Innenminister sowie Minister für nationale Gesundheit in dessen drittem Kabinett berufen wurde.

### Ministerpräsident von 1931 bis 1934
Am 12. Oktober 1931 wurde er schließlich als Nachfolger von Malinow selbst zum Ministerpräsidenten ernannt. Zugleich war er Außenminister. Darüber hinaus war er vom 31. Dezember 1932 bis zum 18. Januar 1933 Justizminister sowie vom 5. bis zum 19. Mai 1934 Minister für Verkehr, Post und Telegrafie.
Sein größter politischer Erfolg war die 1932 erzielte Beendigung der Kriegsreparationen, die Bulgarien bis zu diesem Zeitpunkt zu zahlen hatte. Trotz dieses Erfolges verblieb die Wirtschaft jedoch in einem schlechten Zustand. Zum anderen führten die von ihm und Kemal Atatürk vorangetriebenen Verbesserungen zur Türkei zu einem Erstarken von rechtsgerichteten Parteien. Daneben war er ein überzeugter Verfechter der Freiheit der Völker und Gastgeber einer Konferenz der Liberalen Entente.
Letztlich wurde er am 19. Mai 1934 durch einen Militärputsch der militaristischen Bewegung ZVENO unter Oberst Kimon Georgiew gestürzt, der anschließend sein Nachfolger als Ministerpräsident wurde.
1938 wurde er als Nachfolger des verstorbenen Malinow zum Vorsitzenden der Demokratischen Partei (Demokratičeska Partija) gewählt. Dieses Amt hatte er bis 1947 inne. Von 1938 bis 1939 sowie von 1940 bis 1944 war er wiederum Abgeordneter der Nationalversammlung. Zudem war er von 1938 bis 1939 Präsident der 24. Nationalversammlung.

### Zweiter Weltkrieg und Volksrepublik Bulgarien
Während des Zweiten Weltkriegs erwarb er sich den Ruf eines Helfers der jüdischen Bevölkerung vor dem Holocaust. Vom 2. bis zum 9. September 1944 war Minister ohne Geschäftsbereich in der Regierung von Ministerpräsident Konstantin Wladow Murawiew.
Nach dem Zweiten Weltkrieg und der Gründung der Volksrepublik Bulgarien versuchte er erfolglos die Kommunistische Partei zur Rückkehr zur Demokratie zu bewegen. Letztlich zog er sich jedoch aus dem öffentlichen Leben zurück.